# 鳴門公園
鳴門公園（なるとこうえん、Naruto Park）は、徳島県鳴門市鳴門町土佐泊浦（大毛島の北東端・鳴門山）に位置する公園である。瀬戸内海国立公園の一部。鳴門海峡や大鳴門橋に隣接しており、眺望が素晴らしいことで知られる。

## 施設
- 鳴門海峡

国の名勝に指定。一説では鳴門とは「鳴り響く狭い戸」に由来するとされている。万雷のように轟く鳴門海峡の渦潮は、メッシーナ海峡（イタリア）及びシーモア海峡（カナダ）とともに「世界三大潮流」に数えられる。鳴門の渦潮も参照。

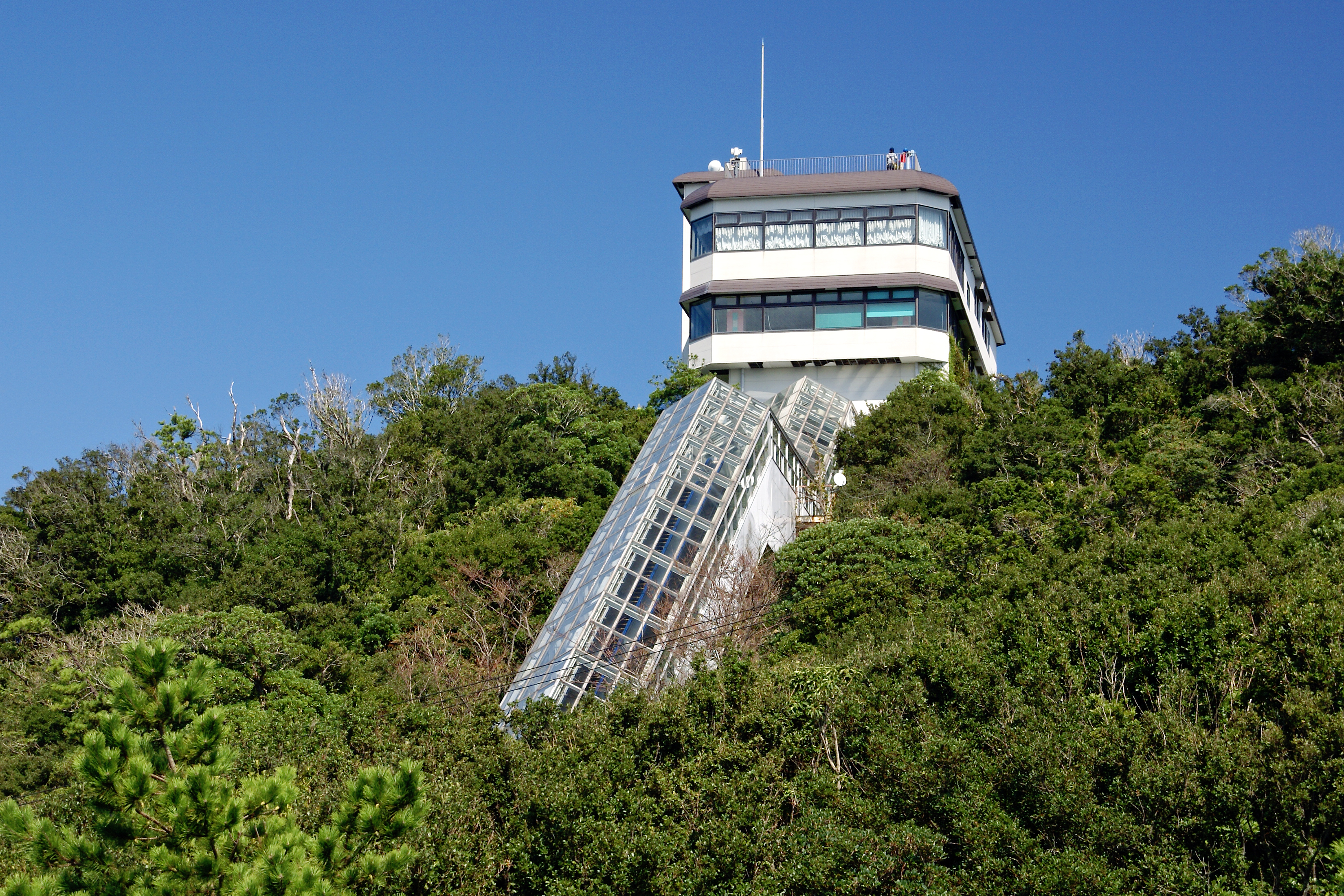
渦の道
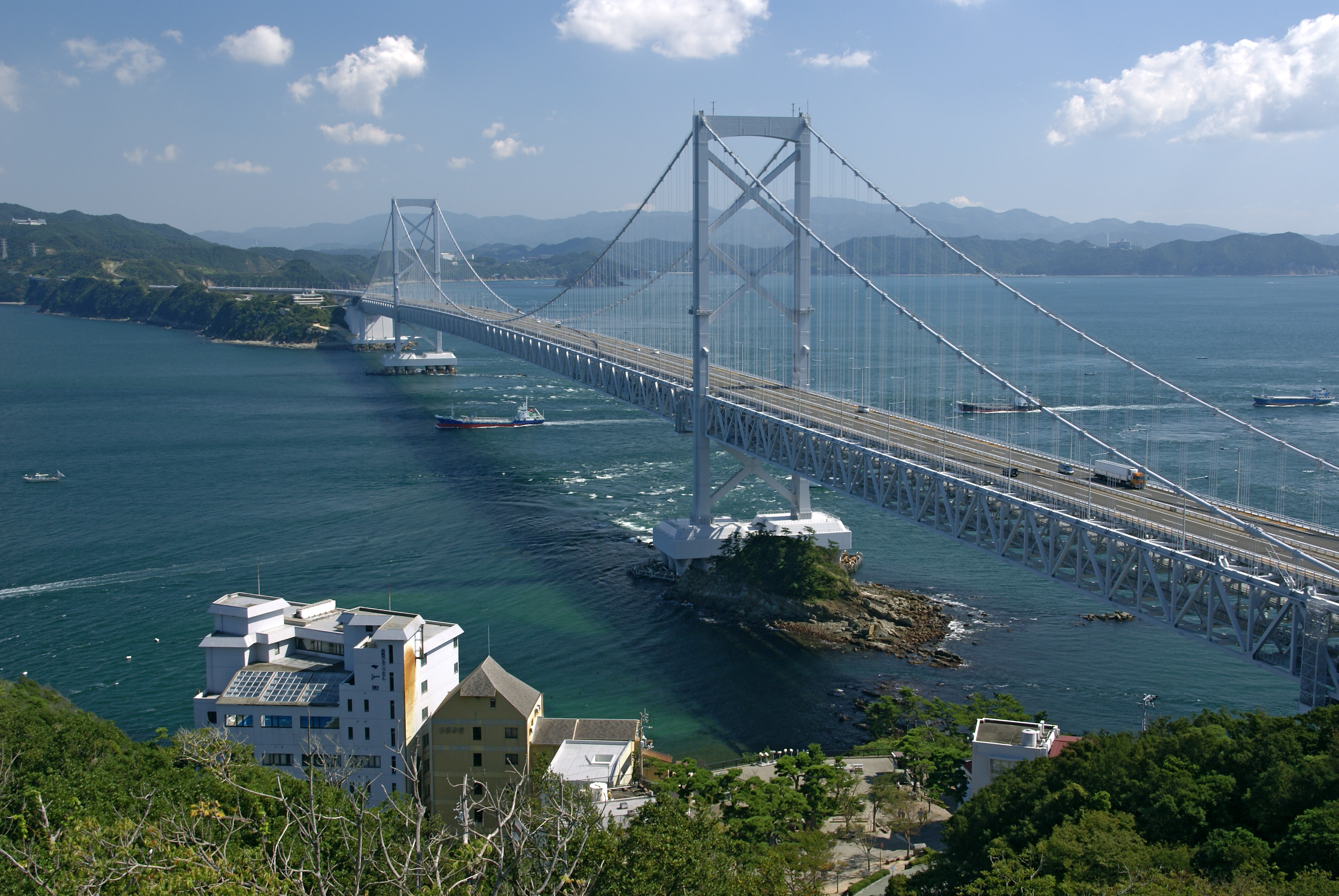
ベイリゾートホテル鳴門海月
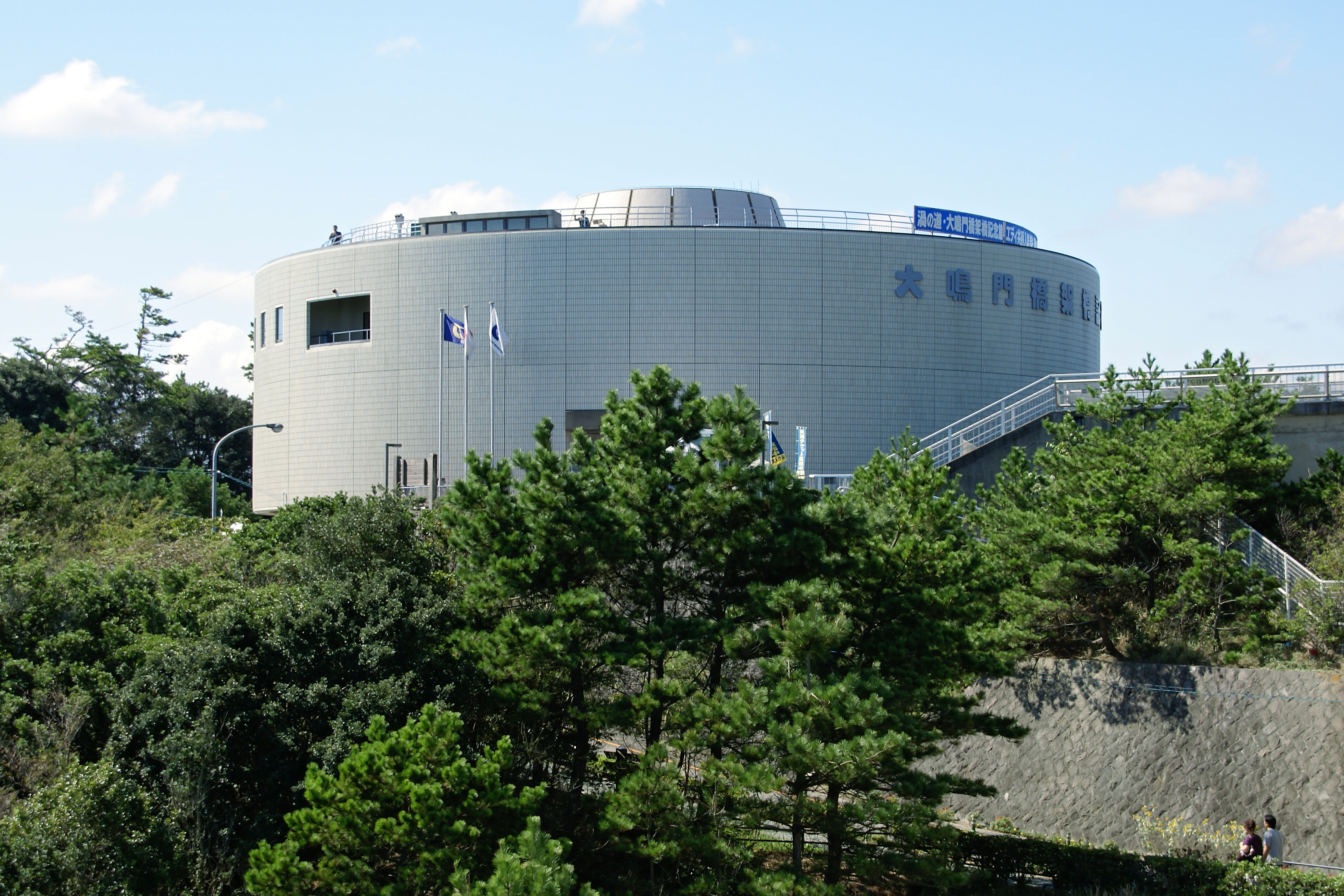
千畳敷展望台
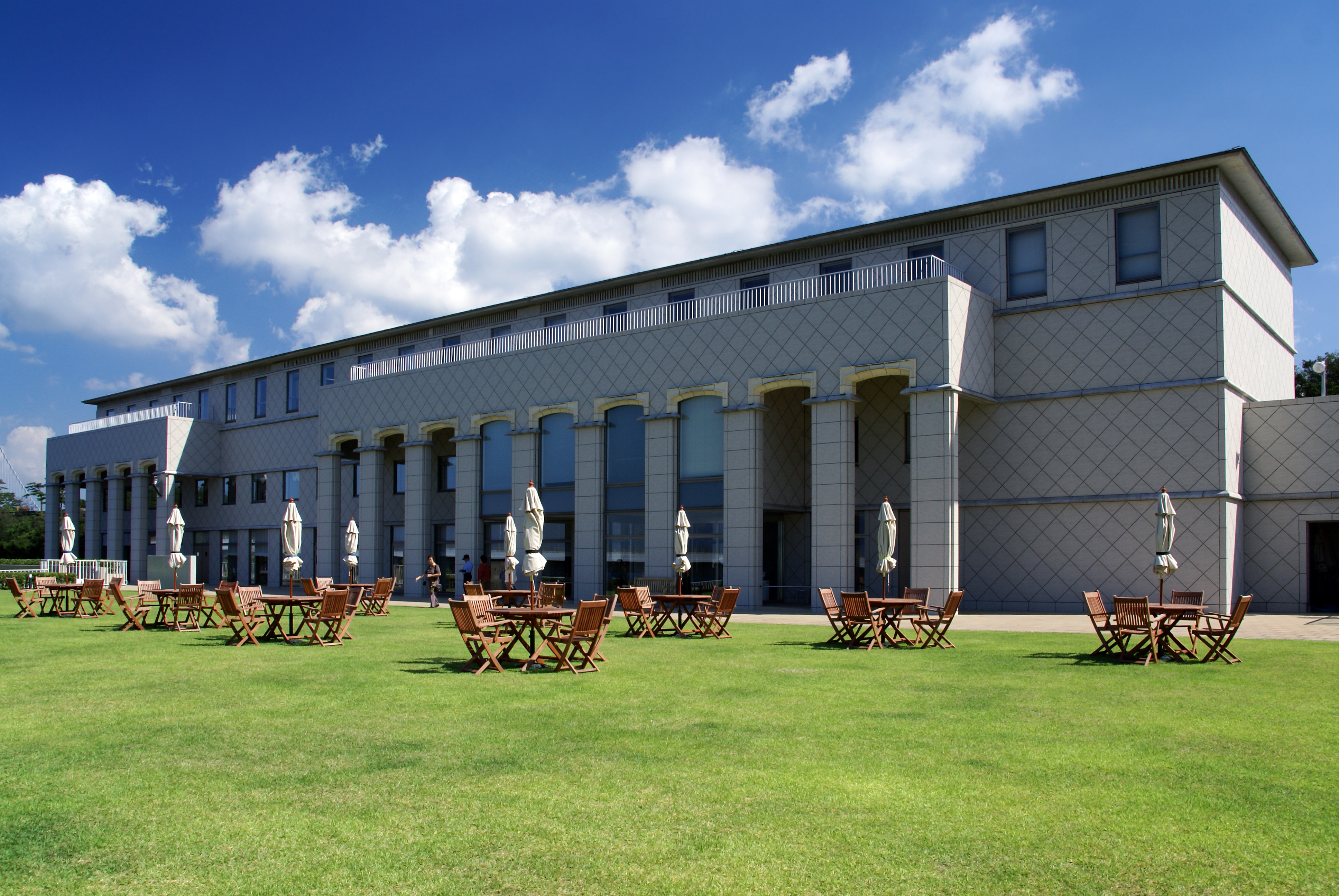
相ヶ浜
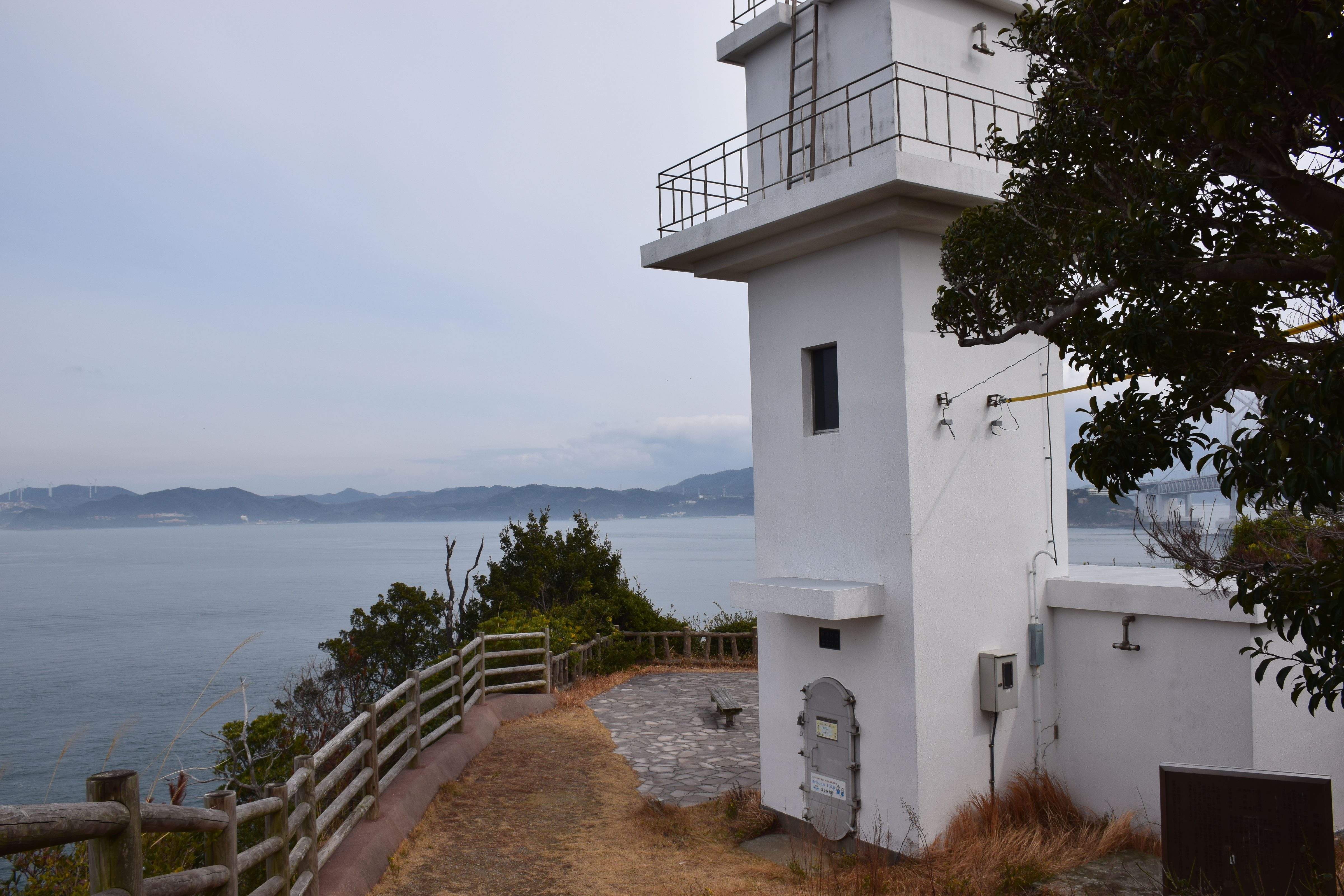
エスカヒル鳴門

鳴門山展望台へ続く全長68m・高低差34mのエスカレータは、近畿9府県で最長。
- 大鳴門橋架橋記念館（エディ）
- 亀浦港
  - 亀浦漁港 - うずしお汽船の観潮船が発着
  - 亀浦観光港 - 鳴門観光汽船の観潮船が発着
- 亀浦高架橋
- 大塚国際美術館
- 潮騒荘
- 鳴門公園口バスストップ
- 鳴門第1、第2、第3駐車場
- 孫崎灯台

- エスカヒル鳴門
- 鳴門海峡。1985年に大鳴門橋が架かる
- 大鳴門橋架橋記念館　エディ
- 大塚国際美術館
- 孫崎灯台

## 展望台
- 鳴門山展望台 - エスカヒル鳴門の裏手に位置している。
- 孫崎展望台 - 展望台の横に四国のみち起点が設置されている。
- お茶園展望台 - 蜂須賀氏が造園したといわれる。吉川英治の功績をたたえ「鳴門秘帖」の文学碑が建立されている。

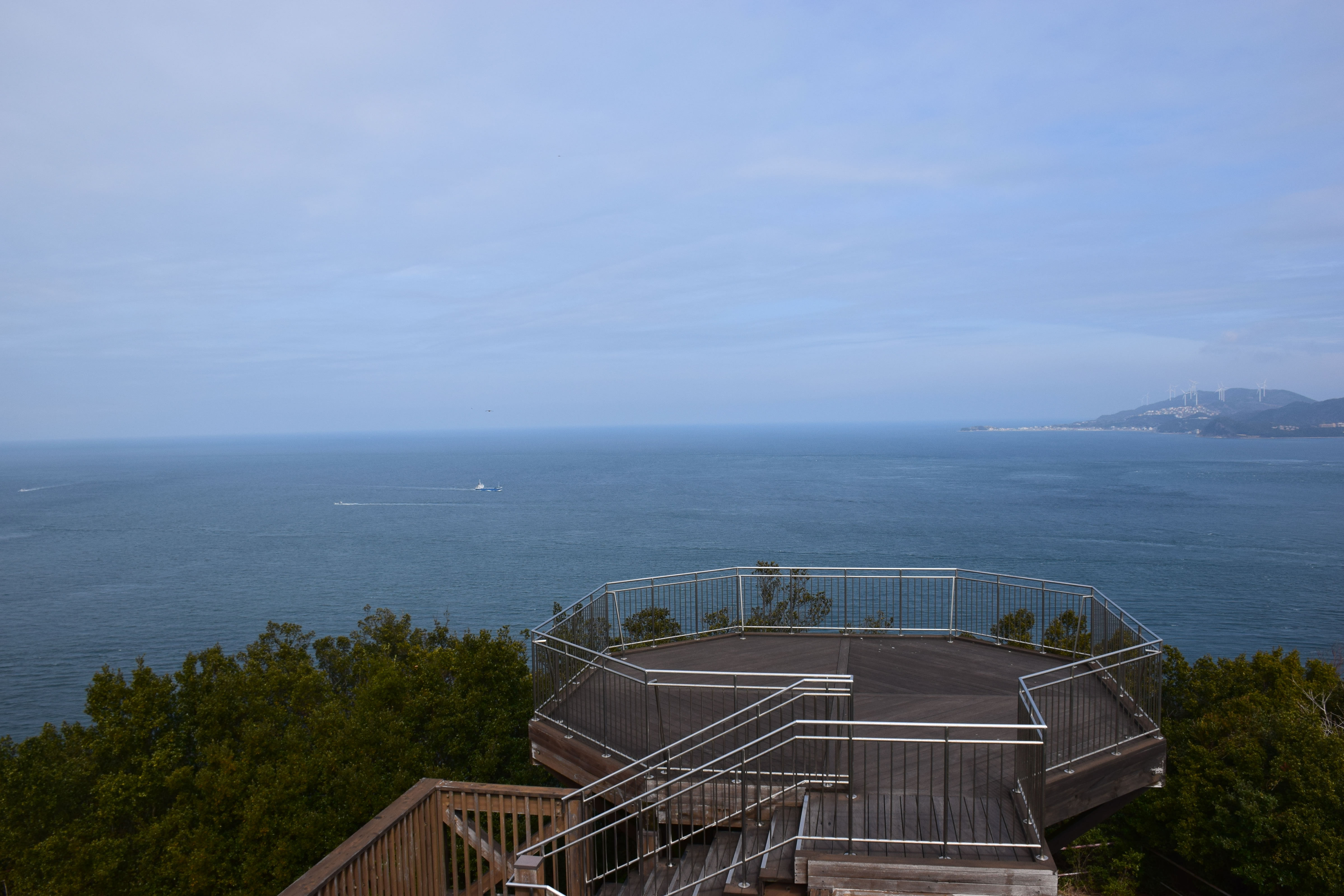
鳴門山展望台
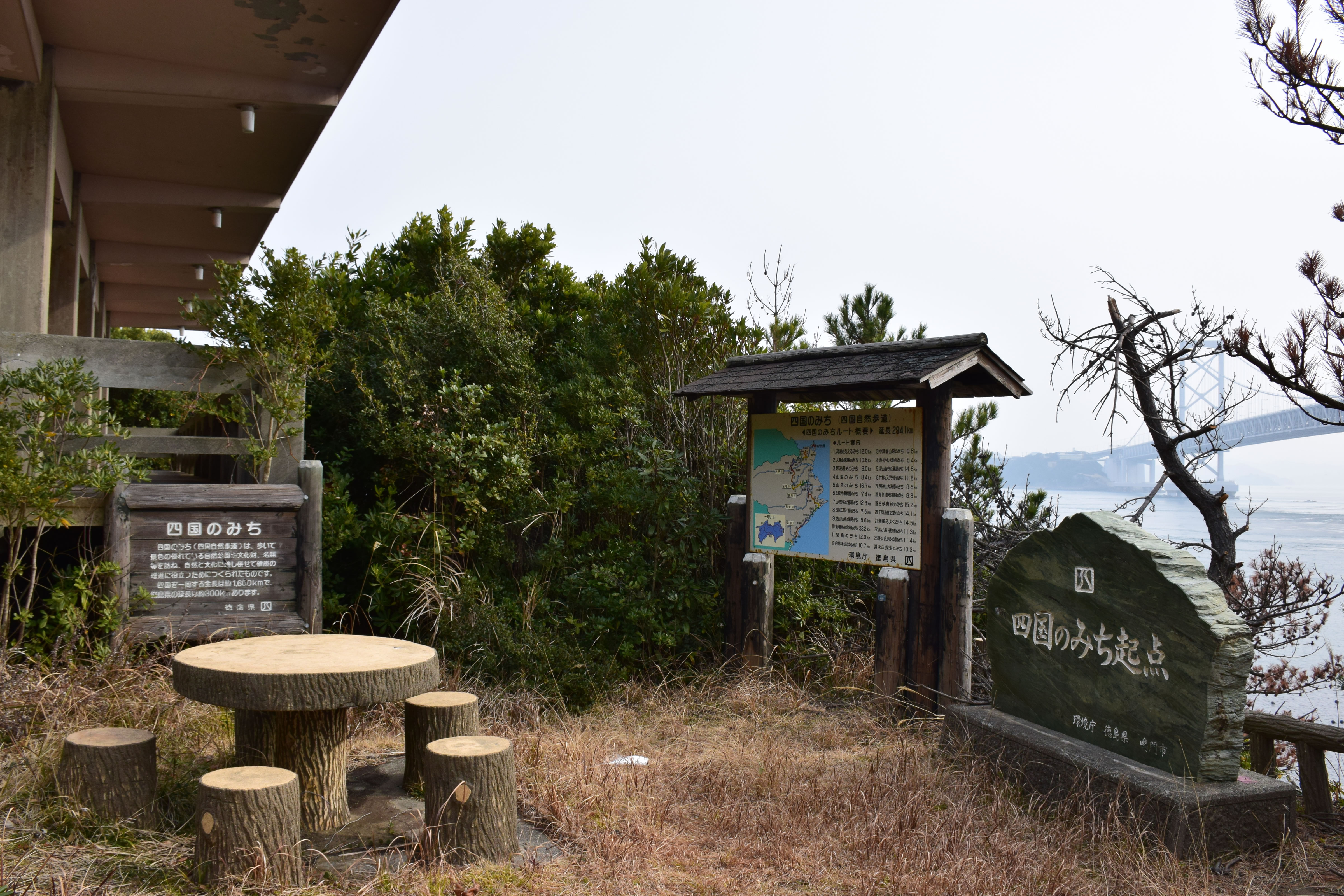
孫崎展望台
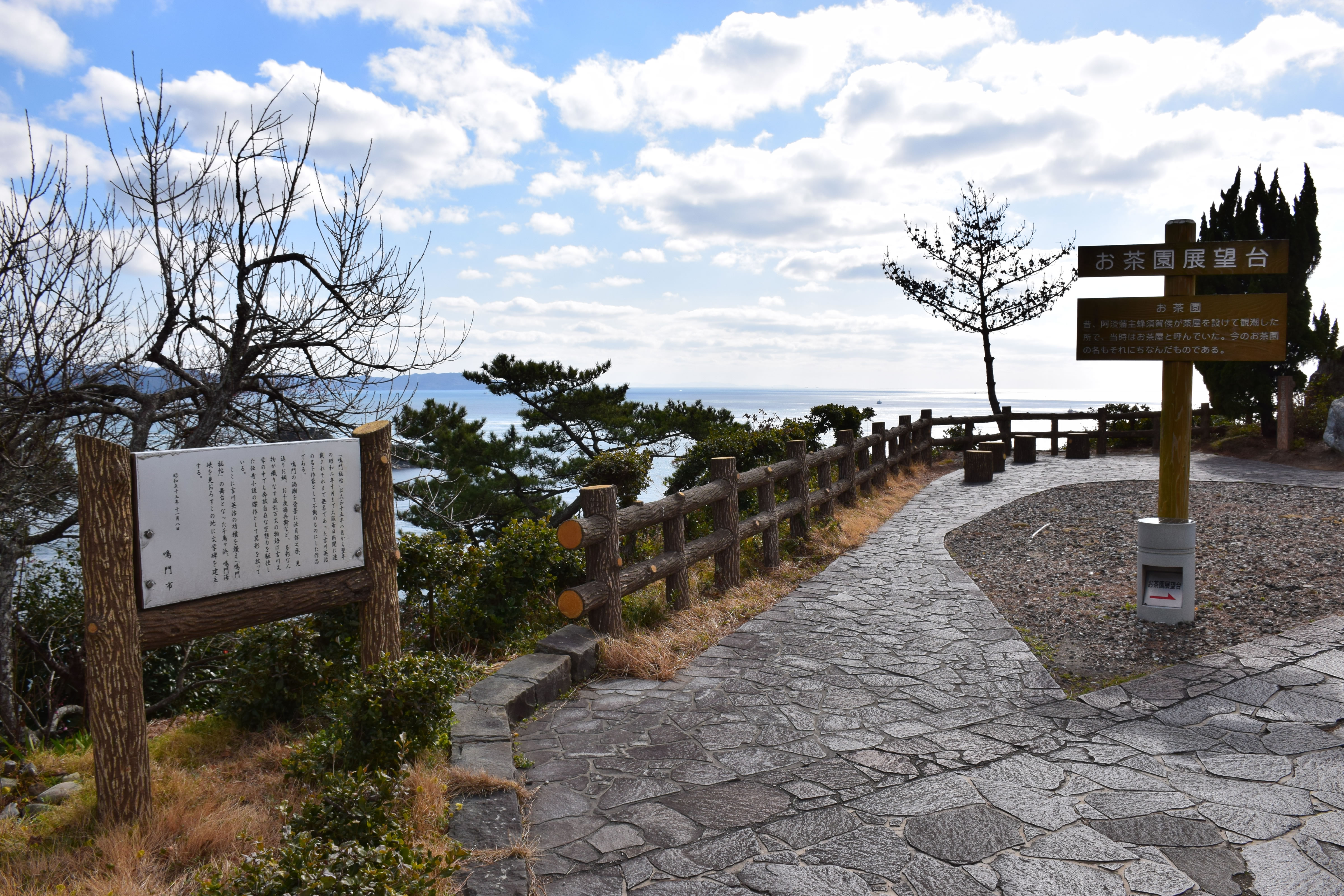
お茶園展望台

## 架橋との関係
鳴門公園は、四国と淡路島の間に浮かぶ大毛島に位置しており、橋梁が唯一の交通手段である。それ故、架橋との関係は密接である。

### 小鳴門架橋
1961年に開通した小鳴門橋は、鳴門公園へ至るアクセス道路として整備され、有料道路として供用された。開通後の通行台数は、予想を上回るほどの盛況であったため、黒字が続き、予定よりも早く無料開放がなされた。

### 明石架橋
1998年に明石海峡大橋が開通した。すると、その年に鳴門公園界隈を訪れた観光入込客数は、前年と比較すると2～3倍に増加した。同様の現象は、鳴門公園に限らず徳島県全体の観光地においても起こったのであるが、特に鳴門公園での増加は顕著であった。